# Takashi Hirano
Takashi Hirano, född 15 juli 1974 i Shizuoka prefektur, Japan, är en japansk tidigare fotbollsspelare.